# Liste der Monuments historiques in La Roche-Rigault
Die Liste der Monuments historiques in La Roche-Rigault führt die Monuments historiques in der französischen Gemeinde La Roche-Rigault auf.

## Liste der Bauwerke
| Bezeichnung                              | Beschreibung                  | Standort          | Kennzeichnung | Schutzstatus | Datum | Bild |
| ---------------------------------------- | ----------------------------- | ----------------- | ------------- | ------------ | ----- | ---- |
| Kirche St-Pierre                         | Erbaut im 12./13. Jahrhundert | Le Bouchet (Lage) | PA00105674    | Inscrit      | 1925  |      |
| Reste des Schlosses La Chapelle-Bellouin | Erbaut im 16. Jahrhundert     | (Lage)            | PA00105672    | Inscrit      | 1932  |      |
| Dolmen La Pierre-Levée de Maisonneuve    | Neolithikum                   | (Lage)            | PA00105673    | Classé       | 1956  |      |
| Kirche St-Germain                        | Erbaut im 12. Jahrhundert     | Claunay (Lage)    | PA00105675    | Classé       | 1926  |      |

## Liste der Objekte
- Monuments historiques (Objekte) in La Roche-Rigault in der Base Palissy des französischen Kultusministeriums